# ANA (政治同盟)
ANAとは、安倍晋三、麻生太郎、中川昭一による盟友関係である。

## メンバー
名前（衆議院議員だった期間、所属派閥、主な役職）で表記。
- 安倍晋三（1993〜2022、清和政策研究会。内閣総理大臣、自由民主党総裁、内閣官房長官、自由民主党幹事長などを歴任）
- 麻生太郎（1979〜1983、1986〜現職、為公会→志公会、自由民主党副総裁。内閣総理大臣、自由民主党総裁、自由民主党幹事長などを歴任）
- 中川昭一（1983〜2009、志帥会。財務大臣などを歴任）

## 沿革
第1次安倍内閣では麻生は外相→幹事長、中川は政調会長として重用された。安倍退陣時の2007年自由民主党総裁選挙では麻生包囲網が敷かれる中、中川は麻生支持をし、一年後の麻生内閣では中川は財務大臣を務めた。
中川の弔辞は安倍が務めた。
第2次安倍内閣からは麻生は一貫して財相兼副総理を務めた。
平沼赳夫を加えHANAの会、または菅義偉を加えNASAの会とも称された。また、中川死後は中川の代わりに甘利明を入れ3A(スリーエー)と呼ばれる。
2022年7月8日に発生した安倍晋三銃撃事件によって安倍が死去したことで存命なのは3人の中で最年長の麻生ただ一人となった。